# Helmut Denk

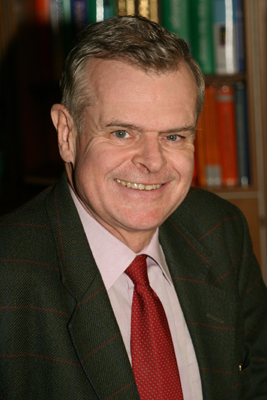
Helmut Denk

Helmut Denk (* 5. März 1940 in Scheibbs) ist ein österreichischer Mediziner. Von 1. Juli 2009 bis 30. Juni 2013 war er Präsident der Österreichischen Akademie der Wissenschaften (ÖAW).

## Biografie
Nach abgeschlossener Schulausbildung, die er bis zur dritten Klasse Hauptschule in seiner Geburtsstadt Scheibbs erhielt, studierte Denk Medizin an der Universität Wien, an der er 1964 sub auspiciis promoviert wurde. Anschließend arbeitete er zunächst fünf Jahre als Universitätsassistent und danach zwei Jahre als Forschungsassistent am Pathologischen Institut der Mount Sinai School of Medicine, New York. Denk war zudem 1974/75 Gastprofessor am Pharmakologischen Institut der Yale University. 1973 schloss er die Facharztausbildung für Pathologie, Zytodiagnostik und Humangenetik ab und habilitierte sich im selben Jahr an der Universität Wien im Fach Allgemeine und Experimentelle Pathologie. Drei Jahre später kam noch eine Habilitation für Pathologische Anatomie hinzu. 1977 wurde Denk Professor für Pathologie am Klinischen Institut für Pathologie der Universität Wien. Im Jahre 1983 wurde er als Professor auf den Lehrstuhl für Pathologische Anatomie an der Universität Graz, seit 2004 Medizinische Universität Graz berufen. Nachdem er auch viele Jahre Vorstand dieses Instituts war, emeritierte er 2008. Er ist weiterhin Mitglied im Wissenschaftlichen Beirat der AG Geschichte der Medizin/Medical Humanities der Kommission für Geschichte und Philosophie der Wissenschaften an der Österreichischen Akademie der Wissenschaften (ÖAW).
Von 1991 bis 1997 war Denk Vizepräsident des Fonds zur Förderung der wissenschaftlichen Forschung (FWF). Er war auch von 2000 bis 2005 Mitglied des Obersten Sanitätsrats.
Denk war Mitglied im Editorial Board vieler Zeitschriften, zuletzt u. a. des World Journal of Gastroenterology, des Journal of Tumor Marker Oncology, des Virchows Archiv oder Applied Pathology.
Denk war verheiratet und hat drei Kinder. Er hat einen Wohnsitz in Mühldorf (Niederösterreich).

## Ehrungen
- 2012 wurde er mit dem Großen Josef-Krainer-Preis für hervorragende Leistungen für das Land Steiermark ausgezeichnet.[1]
- 1998 wurde Denk mit dem höchsten Wissenschaftsorden der Republik Österreich ausgezeichnet, dem Österreichischen Ehrenzeichen für Wissenschaft und Kunst, deren Kurienvorsitzender er seit 2003 ist.
- 1989 wurde er zum korrespondierenden und 1991 zum wirklichen Mitglied der Österreichischen Akademie der Wissenschaften gewählt. 1996 erhielt er die Mitgliedschaft des Royal College of Pathologists in London, Vereinigtes Königreich und 1998 wurde er Mitglied der Deutschen Akademie der Naturforscher Leopoldina.
- Denk erhielt zahlreiche weitere Preisen: u. a.  Kardinal-Innitzer-Preis (1994), Lucie Bolte Preis (1990) und Sandoz-Preis für Medizin (1974).

## Schriften (Auswahl)
- Denk ist Autor von 277 wissenschaftlichen Veröffentlichungen (abgefragt durch PubMed am 3. Juni 2009)